# الدوري الإنجليزي لكرة القدم 1924–25
الدوري الإنجليزي لكرة القدم 1924–25 (بالإنجليزية: 1924–25 Football League)‏ هو موسم من دوري كرة القدم الإنجليزي. فاز فيه هدرسفيلد تاون.